# Finnischer Arbeitersportverband
Der finnische Arbeitersportverband (finn. Suomen Työväen Urheiluliitto, abgekürzt TUL; schwed. Arbetarnas Idrottsförbund i Finland, abgekürzt AIF) ist der Name eines finnischen Sportverbandes. Der Verband ist dem finnischen Zentralverband der Gewerkschaften und der Sozialdemokratischen Partei Finnlands angeschlossen. Der Verband ist Mitglied im Internationalen Arbeitersportverband CSIT.
Die TUL hat derzeit etwa 300 000 Mitglieder, verteilt auf rund 1100 Vereine in 59 verschiedenen Sportarten. Im Fußball wird seit 1920 mit Unterbrechungen der TUL-Cup ausgespielt.

## Geschichte
Der Verband wurde am 26. Januar 1919 mit dem Ziel, die Arbeiterbewegung zu stärken, gegründet. Die Gründung fand somit nicht einmal ein Jahr nach dem finnischen Bürgerkrieg statt, bei dem sich das bürgerliche, konservative Lager der „Weißen“ dem sozialistischen Lager der „Roten“ gegenüberstanden. Die Roten Garden verloren den Krieg, eine Spaltung der finnischen Arbeiterbewegung zwischen Gemäßigten und revolutionär Gesinnten, war die Folge. Sportler der TUL hatten es in den 1920er- und 1930er-Jahren nicht einfach. Sie waren meist von der Teilnahme an internationalen Wettkämpfen ausgeschlossen, waren diese nur Sportlern vorbehalten, die in einem Verein, der dem nationalen finnischen Sportverband (SVUL) angehörte, Mitglied waren.
Schließlich konnten die beiden Verbände eine Vereinbarung schließen, die es den TUL-Sportlern ermöglichte, international für Finnland zu starten. Der Politiker Väinö Leskinen, der 1951 zum Generalsekretär der TUL gewählt wurde, setzte sich für eine Annäherung und einen möglichen Zusammenschluss mit der SVUL ein, traf allerdings auf massiven Widerstand, angeführt von Penna Tervo und Pekka Martin. Leskinen gab 1955 schließlich den Posten des TUL-Generalsekretärs auf. Dieser Streit sollte auch Auswirkungen auf die Sozialdemokratische Partei haben, die 1955 deshalb kurz vor dem Bruch stand.
1993 gab es eine Umstrukturierung im finnischen Sport. Mit dem Suomen Liikunta ja Urheilu (schwedisch: Finlands Idrott) wurde eine neue Dachorganisation eingeführt. Auch der internationale Arbeitersport wurde nach dem Zusammenbruch des Ostblocks restrukturiert und orientierte sich nun mehr in Richtung auf Breiten-, Freizeit- und Betriebssport. Der Fußballverein Savonlinnan Työväen Palloseura gehört dem Verband an.

## Vorsitzende
- 1919–1927: Eino Pekkala
- 1927–1928: Väinö Mikkola
- 1928–1937: Toivo Wilppula
- 1937–1944: Urho Rinne
- 1944–1945: Arvi E. Heiskanen
- 1945–1951: Olavi Suvanto
- 1951–1955: Väinö Leskinen
- 1955–1956: Penna Tervo
- 1956–1967: Pekka Martin
- 1967–1971: Olavi Saarinen
- 1971–1977: Osmo Kaipainen
- 1977–1995: Matti Ahde
- 1995–2007: Kalevi Olin
- 2007–2016: Sirpa Paatero
- 2016–: Kimmo Suomi